# Пёрышко Финиста ясна сокола

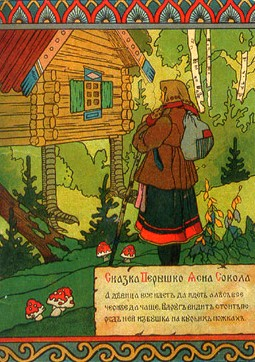
Девица у избушки на курьих ножках (открытка художника Б. В. Зворыкина, 1872—1942)

«Пёрышко Фини́ста я́сна со́кола» — сюжет русских народных сказок о юноше, способном превращаться в пёрышко или в сокола, и о девушке, его полюбившей. В сборнике Афанасьева «Народные русские сказки» находится в двух вариантах под номерами 234 и 235; во второй части сборника «Старая погудка на новый лад» 1794—1795 годов — № 19, в сборнике И. А. Худякова «Великорусские сказки» 1860 — № 5. Всего известно 20 русских вариантов сказки. По системе классификации сказочных сюжетов Аарне-Томпсона имеет номер 432 «Финист ясный сокол»: царевич в облике сокола летает к девушке; завистливые сестры (мачеха) уставляют окно ножами (гвоздями); сокол ранит себя и улетает; девушка отправляется искать и находит его, превратившегося в молодца.
Советский фильм «Финист — Ясный сокол» (1975 г.), несмотря на схожее название, имеет собственный сюжет, отличающийся от сказки.

## Сказки в сборнике Афанасьева

### Сюжет первой сказки
У отца было три дочери, дважды ездил он в город за покупками и привозил дочерям подарки под заказ, да только меньшая его дочка ничего не хочет, как только получить пёрышко Финиста ясна сокола. Наконец в третий раз, будучи у городской заставы, встретил отец старичка с коробочкой, в которой находилось искомое пёрышко. Заплатил за коробочку тысячу рублей и отдал дочери. Каждый вечер младшая дочь запиралась в своей комнате, открывала коробочку с пером, пёрышко вылетало, ударялось об пол, и превращалось в красивого юношу-царевича, который вёл с ней сладкие беседы допоздна. Услыхали её старшие сёстры мужской голос и сами проверяли, и отцу жаловались, да только не могли свою младшую сестру застукать с ухажёром, так как тот при посторонних всегда превращался в пёрышко. Днём царевич в облике сокола улетал через окно, а поздним вечером возвращался тем же путём. В третью ночь сёстры приставили лестницу, и натыкали на окно острых ножей и иголок. Прилетел сокол, но не смог влететь в окно, поранился о ножи, и воскликнул: «Прощай, красна девица! Если вздумаешь искать меня, то ищи за тридевять земель в тридесятом царстве. Прежде три пары башмаков железных истопчешь, три посоха чугунных изломаешь, три просвиры каменные изгложешь, чем найдёшь меня, добра молодца».
Отправилась она искать возлюбленного, а на пути поочерёдно встретила три избушки, в каждой из которых жило по старушке, которые подарили ей три чудесных предмета: веретено, блюдо и пяльцы. А Финист, тем временем, уже женился на просвирне. Прознав про то, устроилась девушка домработницей у просвирни, и стала выменивать у той за одну ночь с её мужем по одному чудесному предмету. Но просвирня поила Финиста снотворным, так что тот эти три ночи спал беспробудным сном. Но в последнюю, третью ночь случайно попала на щёку спящего Финиста слезинка девушки, отчего тот пробудился, узнал свою бывшую возлюбленную и убежал с ней в её родные края. Вернулась она с пёрышком в дом отца и зажила как прежде. На Пасхальной неделе все собираются в церковь, а младшая дочь не идёт. Когда все ушли, пёрышко превратилось в царевича, по его свисту явились наряды и карета, на которой они два дня инкогнито ездили в церковь, пока отец не выследил. Тут пришлось им и свадьбу сыграть.

### Отличия в сюжете второй сказки
Во втором варианте сказки про Финиста ясна сокола младшая дочка просит от отца привезти не пёрышко, а аленький цветочек. Отец получает аленький цветочек от старика с условием, чтобы младшая дочь вышла замуж за сына старика, Финиста ясна сокола. Цветочек обладает чудесным свойством: если его поставить в воду, то прилетает Финист в образе сокола, ударяется о землю, и превращается в человека. Финист дарит возлюбленной своё пёрышко, по взмаху которого появляются разные наряды, прислуга и карета. Теперь каждое воскресенье младшая дочь не шла в церковь, а оставалась дома, приезжая позднее инкогнито в образе богатой госпожи, благодаря волшебству пёрышка. Но однажды, по возвращении близких, она забывает вытащить из волос бриллиантовую булавку, из-за чего вызывает подозрения своих сестёр.
Дальше сюжет повторяет повествование первой сказки, за небольшими различиями: вместо старушек младшая дочь встречает на пути трёх бабок-ёжек в избушках на курьих ножках, три чудесные подарка составляет молоток, блюдо и конь, который питается горящими углями, а вместо снотворного жена Финиста наводит на того сон волшебной булавкой, которую втыкает в его волосы. И причиной пробуждения является не слеза, а найденная и извлечённая булавка. Также отличается концовка. Финист устраивает над женой публичный суд под следующей формулировкой: «Как вы рассудите, с которой женою мне век коротать — с этой ли, что меня продавала, или с этою, что меня выкупала?» Народ присудил жену, которая продавала мужа, повесить на воротах и расстрелять. Что и было приведено в исполнение Финистом.

## Рисунки Билибина

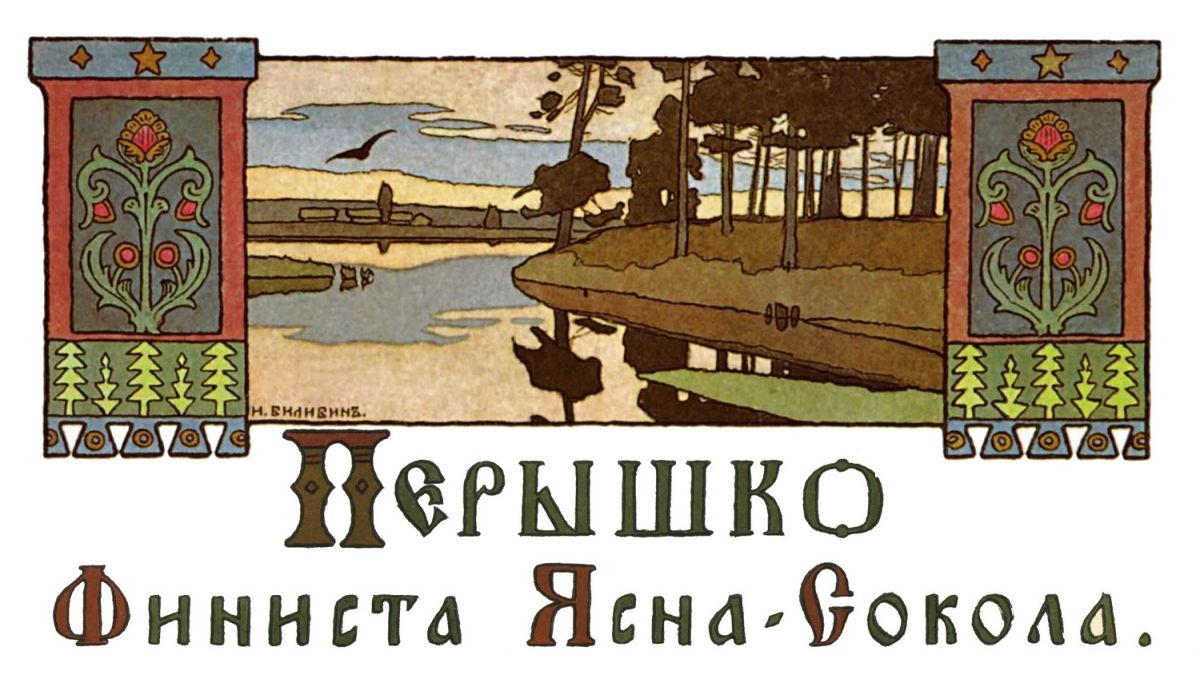
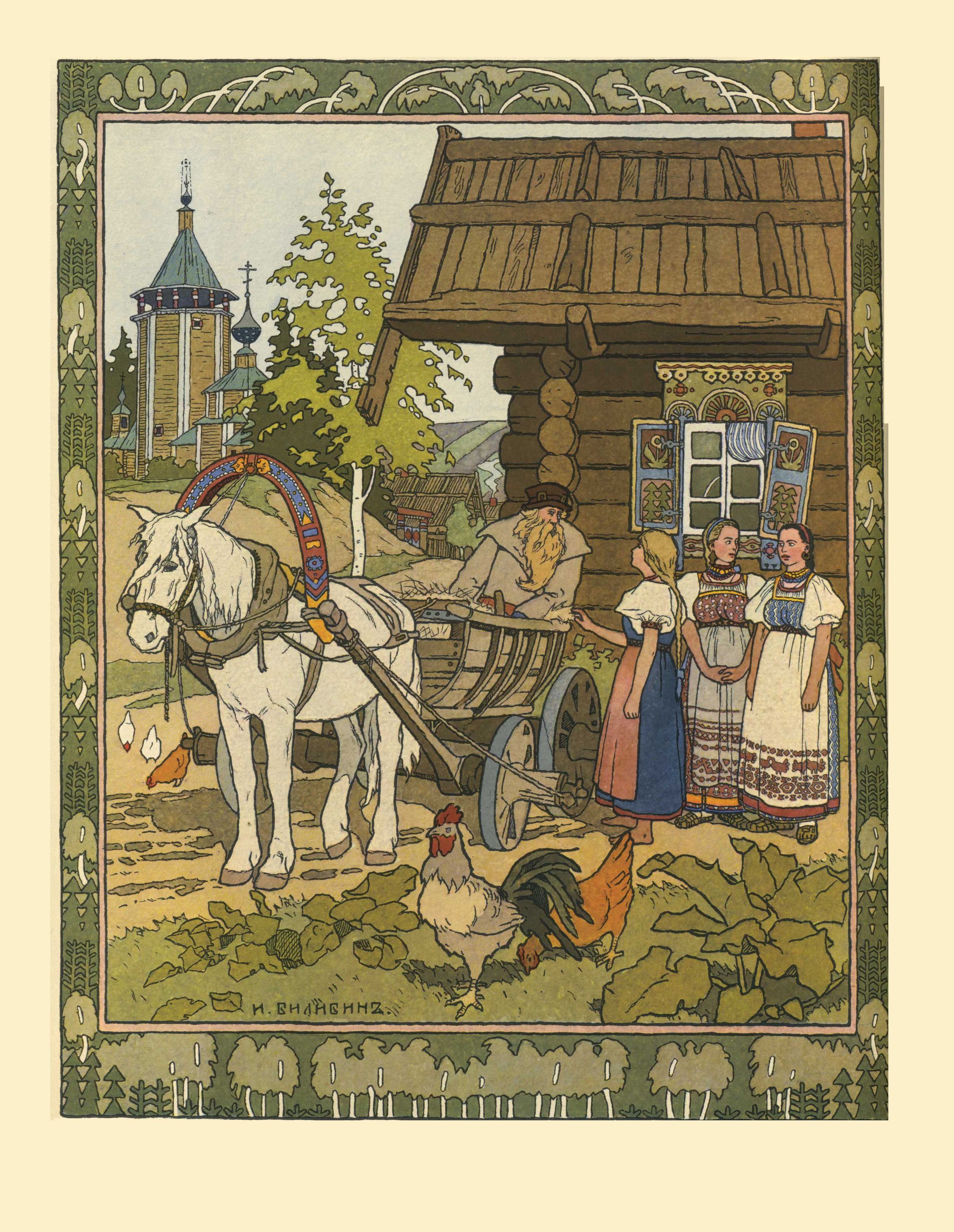
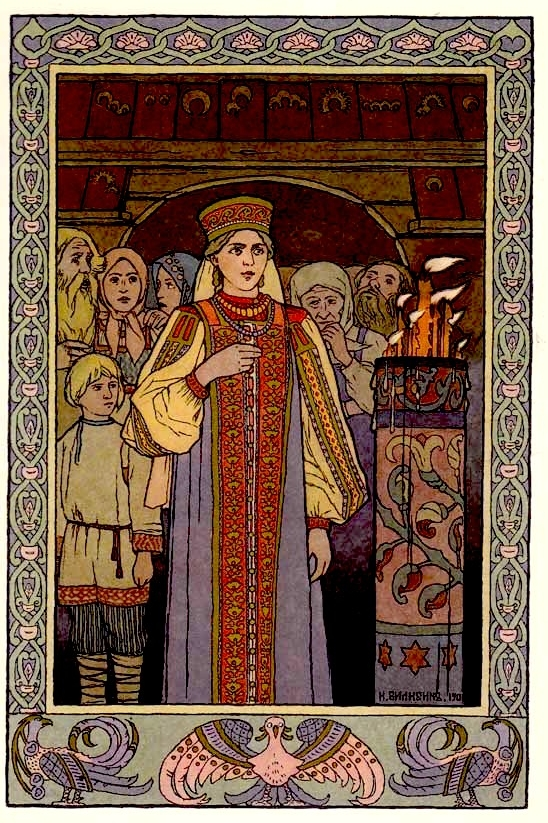
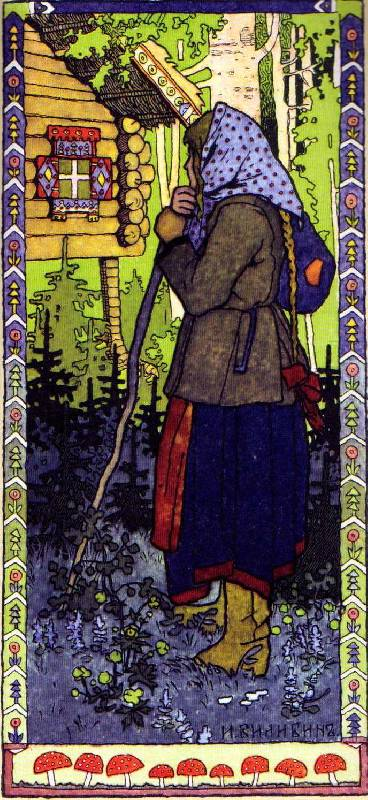
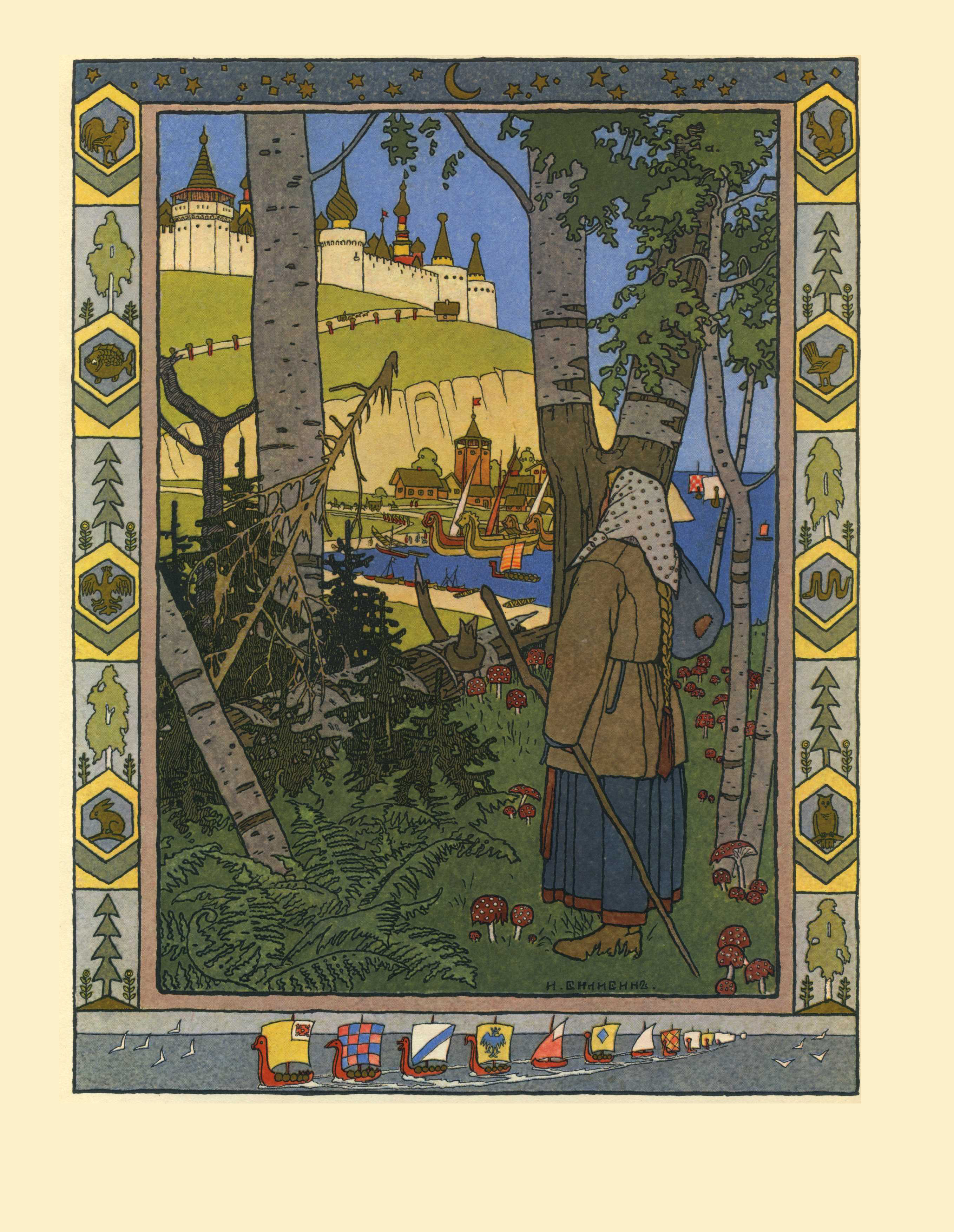
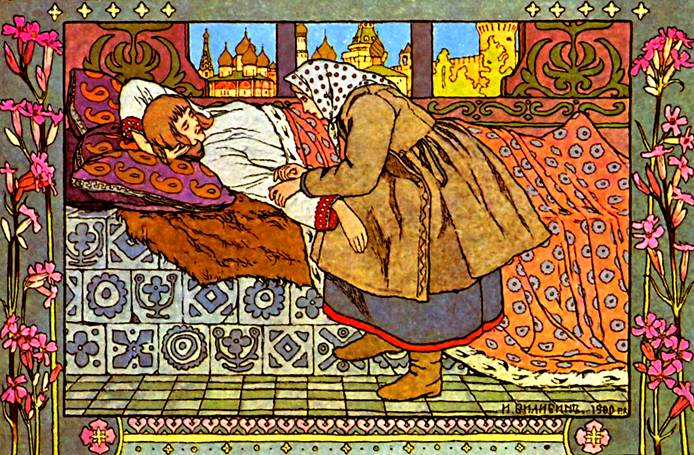
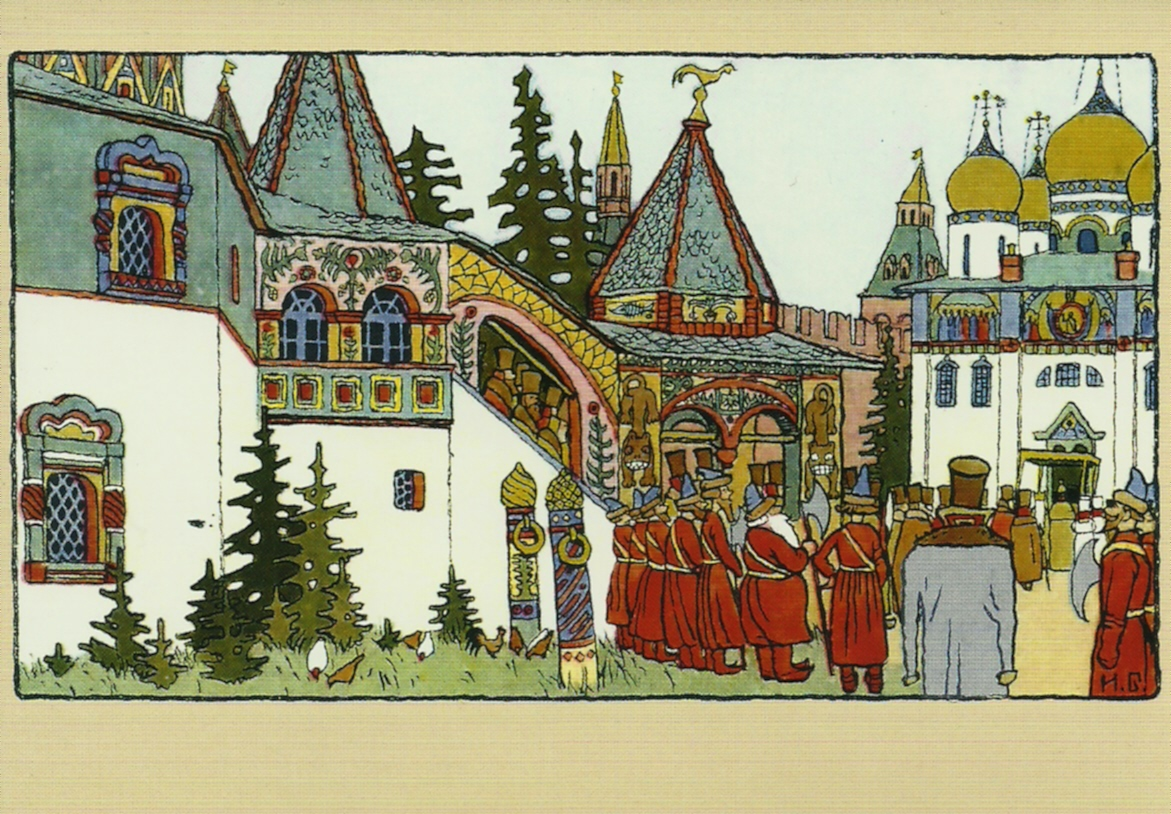

## Анализ
В примечаниях к изданию сказок Афанасьева сказано: «…сюжет учтён в целом ряде европейских вариантов, а также в записях, сделанных в Америке, Африке, Азии (Индии) и в Турции. Русских вариантов — 20. История сюжета связана с рыцарской поэзией средневековья — в частности, с произведением Мари де Франс „Yonec“ (XII в.) и стихотворной повестью Гартмана фон дер Ауэ „Бедный Генрих“ (конец XIII в.). В XVII в. сказка такого типа была обработана итальянским писателем Базиле („Пентамерон“, II, № 2). Первая русская литературно обработанная сказка о Финисте ясном соколе напечатана в 1795 г. (Погудка.., II, № 11, с. 3—14). Сведения о сказках типа этого и других сказках о чудесном супруге — AT 425, 428, 430, 440.. Наличие в русских вариантах этого архаического сюжета о тайном браке разностадиальных мотивов дает К. Е. Кореповой основание для вывода, что сказка, имеющая, вероятно, книжный западный источник, отразила и русскую устную традицию, коренится отчасти в славянской этнографической почве. (…) В AT учтен целый ряд вариантов типа 425 C, записанных в Европе и Америке (от американцев европейского происхождения и негров на французском, английском и испанском языках) и только один текст, записанный в Азии (в Индии). Русских вариантов — 19, украинских — 5, белорусских — 2. Встречаются такие сказки и в тюркоязычном и финно-угорском материале, не учтенном AT. Формирование данной особой разновидности сюжета о чудесном супруге, к которой относится сказка „Аленький цветочек“, слышанная С. Т. Аксаковым от ключницы Пелагеи (1858), связана с основным типом 425 A — „Амур и Психея“. Старейшая литературная версия в „Милетских рассказах“ Аристида Милетского (I или II в. до н. э.), его рассказ об Амуре и Психее пересказан во II в. н. э. Апулеем в кн. 4—6 „Золотого осла“. Сюжет затем обрабатывали итальянские, французские и русские писатели XVII—XVIII вв.: Базиле, „Пентамерон“ (II, № 9); Лафонтен. „Любовь Психеи и Купидона“ („Les amours de Cupidon“, 1669); Барбо де Вильнёв „Красавица и чудовище“ (Villeneuves M. „La Belle et la Bete“, 1740); И. Ф. Богданович „Душенька“ (1778, полн. изд. 1783). Отчасти близок к сюжету об Амуре и Психее один из рассказов индийского санскритского сборника „Катхасаритсагара“ („Сомадева“): см. Benfey, S. 254. В данном тексте нарушена обычная логическая последовательность развития действия: младшая дочь купца ещё до того, как отец привёз ей аленький цветочек, встретилась с Финистом в церкви, говорила с ним и уверилась в его любви к ней…».
Владимир Пропп («Исторические корни Волшебной Сказки») пишет о «Финисте» и других, как он выражается, «женских сказках»: «Можно установить, что обувь, посох и хлеб были те предметы, которыми некогда снабжали умерших для странствий по пути в иной мир. Железными они стали позже, символизируя долготу пути». Он указывает, что сказка входит в число тех, герой которых был женат дважды — вольно и невольно: «Первый брак — притом брак вольный — совершается не в лесу, не в ином царстве, а дома, после чего любовник в образе животного уходит в иное царство и там уже собирается жениться (или женится) на другой, когда его находит девушка и, купив три ночи у соперницы, отвоёвывает себе мужа. Мотив купленных ночей несомненно также историчен, но в материалах по мужским домам нет данных, при помощи которых этот мотив может быть объяснён точно. Можно только предположить, что здесь мы имеем запрещённую связь девушки с юношей-птицей, то есть с маской, с юношей, уже находившимся за пределами своего дома в „ином“ царстве, куда за ним отправляется его невеста». Перо, которое Финист дарит невесте — это «волшебный предмет», родственный «волшебному помощнику», притом относится к группе частей тела животного (когти, волосы, шкурки, зубы).

## Культурное влияние
- Жозефа Шерман использовала мотивы сказки в своём романе «The Shining Falcon» (1989), за который в 1990 году удостоилась награждения премией Compton Crook Award, присуждаемой за лучший англоязычный роман года в области научной фантастики, фэнтези или ужасов.[8]